# Belgische kampioenschappen atletiek 2019
In 2019 werden de Belgische kampioenschappen atletiek Alle Categorieën op zaterdag 31 augustus en zondag 1 september gehouden in het Koning Boudewijnstadion te Brussel.
De 10.000 m voor mannen en vrouwen en de 3000 m steeple voor vrouwen vonden op zaterdag 4 mei plaats in Oudenaarde. Het hamerslingeren vond plaats in Nijvel.
In de finale van de 400 m horden liep Hanne Claes het minimum voor deelname aan de Olympische Spelen van 2020. In dezelfde wedstrijd liep Paulien Couckuyt met een persoonlijk record het minimum voor deelname aan de wereldkampioenschappen later dat jaar in Doha.

## Uitslagen

### 100 m
| rang   | atleet               | prestatie (-0,1 m/s) |
| ------ | -------------------- | -------------------- |
| Goud   | Kobe Vleminckx       | 10,61 s              |
| Zilver | Gaylord Kuba Di Vita | 10,62 s              |
| Brons  | Charles Niesen       | 10,73 s              |

| rang   | atlete         | prestatie (+0,5 m/s) |
| ------ | -------------- | -------------------- |
| Goud   | Manon Depuydt  | 11,61 s              |
| Zilver | Rani Rosius    | 11,67 s              |
| Brons  | Laures Bauwens | 11,96 s              |

### 200 m
| rang   | atleet               | prestatie (-0,6 m/s) |
| ------ | -------------------- | -------------------- |
| Goud   | Robin Vanderbemden   | 20,87 s              |
| Zilver | Jonathan Borlée      | 21,02 s              |
| Brons  | Simon Verherstraeten | 21,63 s              |

| rang   | atlete        | prestatie (+0,8 m/s) |
| ------ | ------------- | -------------------- |
| Goud   | Imke Vervaet  | 23,25 s              |
| Zilver | Manon Depuydt | 23,26 s              |
| Brons  | Rani Rosius   | 24,17 s              |

### 400 m
| rang   | atleet          | prestatie |
| ------ | --------------- | --------- |
| Goud   | Jonathan Sacoor | 45,31 s   |
| Zilver | Kevin Borlée    | 45,61 s   |
| Brons  | Dylan Borlée    | 45,73 s   |

| rang   | atlete       | prestatie |
| ------ | ------------ | --------- |
| Goud   | Camille Laus | 52,27 s   |
| Zilver | Elise Lasser | 54,17 s   |
| Brons  | Kiné Gaye    | 54,28 s   |

### 800 m
| rang   | atleet            | prestatie |
| ------ | ----------------- | --------- |
| Goud   | Eliott Crestan    | 1.48,43   |
| Zilver | Aaron Botterman   | 1.49,00   |
| Brons  | Aurèle Vandeputte | 1.49,20   |

| rang   | atlete       | prestatie |
| ------ | ------------ | --------- |
| Goud   | Renée Eykens | 2.02,47   |
| Zilver | Camille Muls | 2.06,37   |
| Brons  | Louise Hayez | 2.08,93   |

### 1500 m
| rang   | atleet           | prestatie |
| ------ | ---------------- | --------- |
| Goud   | Pieter Claus     | 3.51,29   |
| Zilver | Tim Van de Velde | 3.51,65   |
| Brons  | Ruben Verheyden  | 3.51,74   |

| rang   | atlete              | prestatie |
| ------ | ------------------- | --------- |
| Goud   | Jenna Wyns          | 4.21,22   |
| Zilver | Lindsey De Grande   | 4.22,00   |
| Brons  | Zenobie Vangansbeke | 4.24,71   |

### 5000 m
| rang   | atleet          | prestatie |
| ------ | --------------- | --------- |
| Goud   | Michael Somers  | 14.15,34  |
| Zilver | Ward D'Hoore    | 14.15,90  |
| Brons  | Steven Casteele | 14.25,05  |

| rang   | atlete           | prestatie |
| ------ | ---------------- | --------- |
| Goud   | Lisa Rooms       | 16.31,35  |
| Zilver | Hanne Verbruggen | 16.33,98  |
| Brons  | Eline Dalemans   | 17.10,53  |

### 10.000 m[1]
| rang   | atleet           | prestatie |
| ------ | ---------------- | --------- |
| Goud   | Régis Thonon     | 29.46,15  |
| Zilver | Mathijs Casteele | 29.48,41  |
| Brons  | Steven Casteele  | 30.04,50  |

| rang   | atlete            | prestatie |
| ------ | ----------------- | --------- |
| Goud   | Nina Lauwaert     | 33.49,47  |
| Zilver | Karen Van Proeyen | 35.06,55  |
| Brons  | Ameli Saussez     | 36.12,80  |

### 110 m horden/100 m horden
| rang   | atleet                | prestatie (+0,9 m/s) |
| ------ | --------------------- | -------------------- |
| Goud   | Michael Obasuyi       | 13,57 s              |
| Zilver | Denis Hanjoul         | 14,10 s              |
| Brons  | Nolan Vancauwemberghe | 14,57 s              |

| rang   | atlete           | prestatie (+0,2 m/s) |
| ------ | ---------------- | -------------------- |
| Goud   | Anne Zagré       | 13,10 s              |
| Zilver | Nafissatou Thiam | 13,36 s              |
| Brons  | Eline Berings    | 13,38 s              |

### 400 m horden
| rang   | atleet        | prestatie |
| ------ | ------------- | --------- |
| Goud   | Julien Watrin | 49,92 s   |
| Zilver | Dylan Owusu   | 50,93 s   |
| Brons  | Tuur Bras     | 51,57 s   |

| rang   | atlete           | prestatie |
| ------ | ---------------- | --------- |
| Goud   | Hanne Claes      | 55,36 s   |
| Zilver | Paulien Couckuyt | 55,46 s   |
| Brons  | Nenah De Coninck | 58,73 s   |

### 3000 m steeple[2]
| rang   | atleet              | prestatie |
| ------ | ------------------- | --------- |
| Goud   | Mathijs Casteele    | 9.15,28   |
| Zilver | Marco Vanderpoorten | 9.27,97   |
| Brons  | Jill De Brauwer     | 9.30,10   |

| rang   | atlete               | prestatie |
| ------ | -------------------- | --------- |
| Goud   | Eline Dalemans       | 10.22,94  |
| Zilver | Antse Meylaers       | 11.09,41  |
| Brons  | Jolien Van Hoorebeke | 11.11,38  |

### Verspringen
| rang   | atleet              | prestatie         |
| ------ | ------------------- | ----------------- |
| Goud   | Mathias Broothaerts | 7,64 m (+0,2 m/s) |
| Zilver | Corentin Campener   | 7,55 m (+0,5 m/s) |
| Brons  | François Grailet    | 7,34 m (-0,5 m/s) |

| rang   | atlete          | prestatie         |
| ------ | --------------- | ----------------- |
| Goud   | Hanne Maudens   | 5,97 m (-0,6 m/s) |
| Zilver | Maité Beernaert | 5,93 m (0,0 m/s)  |
| Brons  | Cassandre Evans | 5,81 m (+0,5 m/s) |

### Hink-stap-springen
| rang   | atleet               | prestatie          |
| ------ | -------------------- | ------------------ |
| Goud   | Björn De Decker      | 14,61 m (+1,0 m/s) |
| Zilver | Desire Kingunza      | 14,35 m (+0,1 m/s) |
| Brons  | Matthias De Leenheer | 14,04 m (+0,1 m/s) |

| rang   | atlete           | prestatie          |
| ------ | ---------------- | ------------------ |
| Goud   | Elsa Loureiro    | 12,83 m (+0,5 m/s) |
| Zilver | Sietske Lenchant | 12,57 m (+0,6 m/s) |
| Brons  | Ine Mylle        | 12,28 m (+0,5 m/s) |

### Hoogspringen
| rang   | atleet        | prestatie |
| ------ | ------------- | --------- |
| Goud   | Thomas Carmoy | 2,20 m    |
| Zilver | Bram Ghuys    | 2,11 m    |
| Brons  | Jef Vermeiren | 2,11 m    |

| rang   | atlete             | prestatie |
| ------ | ------------------ | --------- |
| Goud   | Claire Orcel       | 1,86 m    |
| Zilver | Zita Goossens      | 1,74 m    |
| Brons  | Osaratin Kefayetou | 1,71 m    |

### Polsstokhoogspringen
| rang   | atleet       | prestatie |
| ------ | ------------ | --------- |
| Goud   | Ben Broeders | 5,51 m    |
| Zilver | Arnaud Art   | 5,01 m    |
| Brons  | Diego Secci  | 4,91 m    |

| rang   | atlete          | prestatie |
| ------ | --------------- | --------- |
| Goud   | Fanny Smets     | 4,21 m    |
| Zilver | Aurélie De Ryck | 4,21 m    |
| Brons  | Melanie Vissers | 3,91 m    |

### Kogelstoten
| rang   | atleet              | prestatie |
| ------ | ------------------- | --------- |
| Goud   | Matthias Quintelier | 17,31 m   |
| Zilver | Max Vlassak         | 17,26 m   |
| Brons  | Stijn Spilliaert    | 16,97 m   |

| rang   | atlete        | prestatie |
| ------ | ------------- | --------- |
| Goud   | Elena Defrère | 13,97 m   |
| Zilver | Yoika De Pauw | 13,94 m   |
| Brons  | Elise Helsen  | 13,49 m   |

### Discuswerpen
| rang   | atleet           | prestatie |
| ------ | ---------------- | --------- |
| Goud   | Philip Milanov   | 60,33 m   |
| Zilver | Edwin Nys        | 52,99 m   |
| Brons  | Stijn Spilliaert | 52,95 m   |

| rang   | atlete             | prestatie |
| ------ | ------------------ | --------- |
| Goud   | Anouska Hellebuyck | 50,69 m   |
| Zilver | Katelijne Lyssens  | 46,36 m   |
| Brons  | Elena Defrère      | 44,25 m   |

### Speerwerpen
| rang   | atleet           | prestatie |
| ------ | ---------------- | --------- |
| Goud   | Timothy Herman   | 78,37 m   |
| Zilver | Cedric Sorgeloos | 71,31 m   |
| Brons  | Niel Mory        | 66,06 m   |

| rang   | atlete        | prestatie |
| ------ | ------------- | --------- |
| Goud   | Sarah Vermeir | 48,64 m   |
| Zilver | Yoika De Pauw | 43,79 m   |
| Brons  | Ann Telemans  | 43,79 m   |

### Hamerslingeren[3]
| rang   | atleet             | prestatie |
| ------ | ------------------ | --------- |
| Goud   | Rémi Malengreaux   | 61,01 m   |
| Zilver | Stef Vanbroekhoven | 60,52 m   |
| Brons  | Claudio Salvaggio  | 57,03 m   |

| rang   | atlete                | prestatie |
| ------ | --------------------- | --------- |
| Goud   | Vanessa Sterckendries | 64,77 m   |
| Zilver | Ilke Lagrou           | 54,40 m   |
| Brons  | Evi Vercruysse        | 49,78 m   |

1889 · 
1890 · 
1891 · 
1892 · 
1893 · 
1894 · 
1895 · 
1896 · 
1897 · 
1898 · 
1899 · 
1900 · 
1901 · 
1902 · 
1903 · 
1904 · 
1905 · 
1906 ·
1907 ·
1908 · 
1909 · 
1910 · 
1911 · 
1912 · 
1913 · 
1914 · 
1919 · 
1920 · 
1921 · 
1922 · 
1923 · 
1924 · 
1925 · 
1926 · 
1927 · 
1928 · 
1929 · 
1930 · 
1931 · 
1932 · 
1933 · 
1934 · 
1935 · 
1936 · 
1937 · 
1938 · 
1939 · 
1940 · 
1941 · 
1942 · 
1943 · 
1944 · 
1945 · 
1946 · 
1947 · 
1948 · 
1949 · 
1950 · 
1951 · 
1952 · 
1953 · 
1954 · 
1955 · 
1956 · 
1957 · 
1958 · 
1959 · 
1960 · 
1961 · 
1962 · 
1963 · 
1964 · 
1965 · 
1966 · 
1967 · 
1968 · 
1969 · 
1970 · 
1971 · 
1972 · 
1973 · 
1974 · 
1975 · 
1976 · 
1977 · 
1978 · 
1979 · 
1980 · 
1981 · 
1982 · 
1983 · 
1984 · 
1985 · 
1986 · 
1987 · 
1988 · 
1989 · 
1990 · 
1991 · 
1992 · 
1993 · 
1994 ·
1995 · 
1996 · 
1997 · 
1998 · 
1999 · 
2000 · 
2001 · 
2002 · 
2003 · 
2004 · 
2005 · 
2006 · 
2007 · 
2008 · 
2009 · 
2010 · 
2011 · 
2012 · 
2013 · 
2014 · 
2015 · 
2016 · 
2017 · 
2018 · 
2019 · 
2020 · 
2021 · 
2022 · 
2023 · 
2024